# Georg Leubuscher
Georg Leubuscher (* 20. September 1858 in Jena; † 27. Februar 1916 in Meiningen) war ein deutscher Mediziner und Sozialreformer.

## Leben
Leubuscher war ein Sohn des Mediziners Rudolf Leubuscher († 1861), Professor und Direktor der Medizinischen Klinik in Jena. Die Eltern waren vor der Hochzeit vom jüdischen zum evangelischen Glauben übergetreten. Georg Leubuscher besuchte das Friedrich-Werdersche Gymnasium in Berlin und studierte ab 1877 Medizin in Heidelberg, Berlin und Jena. In Heidelberg wurde er Mitglied des Corps Rhenania. Nach der Promotion zum Dr. med. in Jena (1881) habilitierte er sich 1885 für Innere Medizin, Gerichtsmedizin und Toxikologie. Er erhielt einen Lehrauftrag in Jena und wurde 1890 Bezirksarzt des Großherzogtums Weimar. 1897 folgte er einem Ruf nach Meiningen und wurde dort Leiter des Georgenkrankenhauses, Vortragender Rat für Medizinalangelegenheiten im herzoglichen Staatsministerium und Mitglied der Medizinaldeputation. Leubuscher schuf im Herzogtum Meiningen das erste flächendeckende Schularztsystem in Deutschland, reorganisierte im gesamten Herzogtum über die Herzog-Georg-Stiftung für Krankenpflegerinnen, deren Vorstand er angehörte, die Gemeindekrankenpflege. Er engagierte sich beim Bau von Volksbädern (1905 Frauenbad in Wasungen, 1906 Hallenbad in Meiningen) und setzte sich für den Bau von Schulbrausebecken ein. Er war beratendes Aufsichtsratsmitglied des Saline- und Solebads Bad Salzungen. 1911 setzte er sich für den Bau des Meininger Krematoriums ein.
Im Juli 1914 wurde Leubuscher aus gesundheitlichen Gründen in den Ruhestand versetzt. Bei Ausbruch des Ersten Weltkriegs nahm er alle seine Arbeiten wieder auf und leitete bis zu seinem Tode im Februar 1916 das teilweise zum Lazarett umfunktionierte Georgenkrankenhaus.
Die bekannte Wirtschafts- und Sozialwissenschaftlerin Charlotte Leubuscher war seine Tochter. Er war Mitglied der Jenaer Freimaurerloge Friedrich zur ernsten Arbeit.
Georg Leubuscher war verheiratet mit Else Vermehren, der Tochter des Klassischen Philologen Moritz Vermehren (1829–1893).

## Auszeichnungen
- Georg-Leubuscher-Straße in Meiningen